# Will Kemp

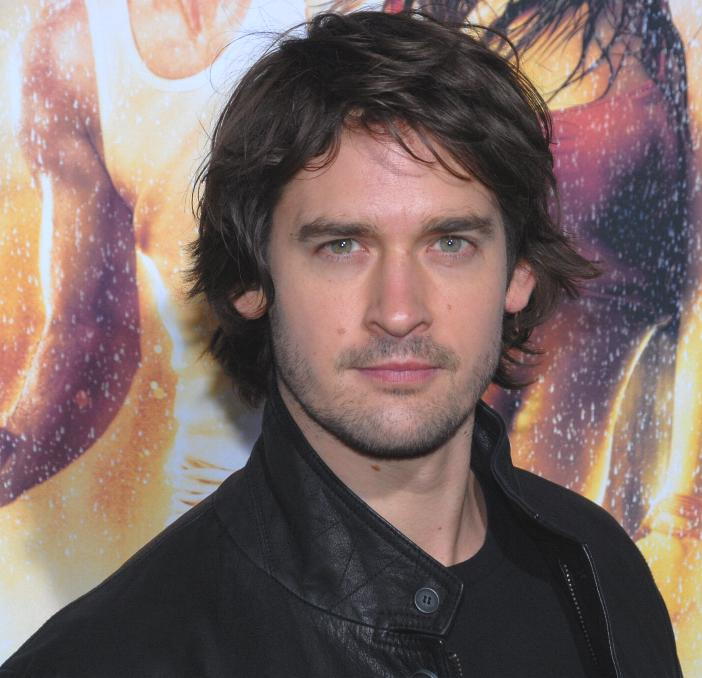
Will Kemp

William "Will" Kemp, född 29 juni 1977 i Hertfordshire i England, är en engelsk skådespelare och dansare.
Will Kemp föddes i Hertfordshire i England, med föräldrarna Rosi, före detta modell, och Barry Kemp, grafisk formgivare. Han har dansat sedan han var nio, med uppmuntran av sin mor. Han är utbildad vid Royal Ballet School, och vid 17 års ålder blev han antagen av Dance Company, Adventures in Motion Pictures (AMP). Hans mest prestigefyllda roll hittills var att få den ledande rollen i The Swan (Svansjön), från 1997 till 2000 i både London och på Broadway. 
Under 2002 dansade han i en reklamfilm för Gap, dirigerad av Peter Lindbergh och år 2004 deltog han tillsammans med Sarah Jessica Parker i två reklamfilmer dirigerade av Francis Lawrence för Gap:s "How Do You Share It-"kampanj. Hans sa nej till ett lönsamt modellavtal med Giorgio Armani för att han inte vill ses som modell utan som skådespelare.
Kemp gjorde sin skådespelardebut i filmen Van Helsing, mot Hugh Jackman och Kate Beckinsale. Han spelade 2007 hästen Nugget samt The Young Horseman i en återinspelning av filmen Equus tillsammans med Daniel Radcliffe. Som Nugget bar en hästmask och hästskor, samt sprang med Daniel Radcliffe på ryggen. Han hade en roll i Step Up 2: The Streets som Blake Collins, chef för Maryland School of the Arts.
Will Kemp är gift med Gaby Jamieson, de har en dotter.

## Filmografi
- 1996 – Matthew Bourne's Swan Lake
- 2001 – Matthew Bourne's The Car Man
- 2004 – Van Helsing
- 2005 – Brothers of the Head
- 2005 – Mindhunters
- 2008 – Step Up 2 the Streets
- 2010 – The Soldier's Tale (TV-film)
- 2011 – Christopher and His Kind (TV-film)
- 2011 – Peter and the Wolf (TV-film)
- 2011 – Grace (TV-film)
- 2013 – The Coin (kortfilm)
- 2013 – Kristin's Christmas Past (TV-film)
- 2013 – Non-Stop (TV-film)
- 2014 – Petals on the Wind (TV-film)
- 2015 – The Scorpion King 4: Quest for Power
- 2015 – The Midnight Man